# کارلو رئالی
کارلو رئالی (ایتالیایی: Carlo Reali؛ زادهٔ ۶ دسامبر ۱۹۳۰) بازیگر، صداپیشه و تدوین‌گر اهل ایتالیا است.
از فیلم‌هایی که وی در آن نقش داشته‌است، می‌توان به زنان و جادو در کنار شیطان، ممنوعه‌ترین دکامرون، خوش‌زبان را ببین، راهبه دیر کاسترو، دربان برهنه، فردها و زوج‌ها، به من میگن بولدوزر، جو موزفروش، کلانتر و گمشده فضایی، پاگنده به آفریقا می‌رود، بادی به غرب می‌رود، همه چیز برای من اتفاق می‌افتد، ملاقات، تسخیرناپذیران، هیولا، قفسی برای دیوانگان، مونلا، نبرد ربات‌ها، دوست مادرم و بوم‌شناسی جنایت اشاره کرد.